# Catello Amarante
Catello Amarante, italijanski veslač, * 15. avgust 1979, Neapelj.
Amarante je kot član italijanskega lahkega četverca brez krmarja na Poletnih olimpijskih igrah 2004 v Atenah osvojil bronasto medaljo. 
Tudi štiri leta kasneje je za Italijo nastopil na Olimpijadi v Pekingu, kjer pa italijanski čoln ni osvojil medalje.